# Kunešov
Kunešov (allemand : Kuneschhau, hongrois : Kunosvágása) est un village de Slovaquie situé dans la région de Banská Bystrica.

## Histoire
La première mention écrite du village date de 1342.

## Démographie

### Évolution de la population
| Année:               | 1994. | 2004.   | 2014.   | 2024.    |
| -------------------- | ----- | ------- | ------- | -------- |
| Nombre de personnes: | 262   | 252     | 238     | 197      |
| Différence:          |       | -3,81 % | -5,55 % | -17,22 % |

| Année:               | 2023. | 2024.   |
| -------------------- | ----- | ------- |
| Nombre de personnes: | 203   | 197     |
| Différence:          |       | -2,95 % |